# 서원고등학교 (경기)
서원고등학교(書院高等學校)는 대한민국 경기도 용인시 수지구 상현동에 위치한 공립 고등학교이다.

## 학교 연혁
- 2002년 9월 16일 : 고등학교 설립 인가(15학급 525명)
- 2003년 3월 1일 : 초대 양승본 교장 취임
- 2003년 3월 6일 : 개교 및 제1회 입학식(6학급 184명)
- 2007년 3월 1일 : 교육과학기술부 지정 연구학교 운영(2년간)
- 2009년 2월 16일 : 영어전용교실 개관, 과학실 현대화 구축
- 2009년 3월 2일 : 과학교육 선도학교 운영
- 2010년 1월 30일 : 교과교실 구축 (국어 2실, 수학 2실, 영어 3실)
- 2014년 3월 3일 : 교과부지정 학부모 학교 참여 시범학교 운영(2년간)
- 2023년 3월 1일 : 제6대 간호익 교장 취임
- 2024년 1월 8일 : 제19회 졸업식(12학급 346명)
- 2024년 3월 4일 : 제22회 입학식(12학급 406명)

## 참고 자료
- 서원고등학교 - 한국교육학술정보원 학교알리미